# Kreis Klosters
| Klosters            | Klosters          |
| ------------------- | ----------------- |
| Klosters            |                   |
| Basisdaten          |                   |
| Staat:              | Schweiz           |
| Kanton:             | Graubünden (GR)   |
| Bezirk:             | Prättigau-Davos   |
| Hauptort:           | Klosters-Serneus  |
| Fläche:             | 193,10 km²        |
| Einwohner:          | 3894 (31.12.2009) |
| Bevölkerungsdichte: | 20 Einw. pro km²  |
| Aufgehoben am:      | 31. Dezember 2015 |
| Karte               |                   |
| Karte von Klosters  |                   |

Der Kreis Klosters bildete bis am 31. Dezember 2015 zusammen mit den Kreisen Davos, Jenaz, Küblis, Luzein, Schiers und Seewis den Bezirk Prättigau-Davos des Kantons Graubünden in der Schweiz. Der Sitz des Kreisamtes war in Klosters-Serneus. Durch die Bündner Gebietsreform wurden die Kreise aufgehoben.

## Gemeinden
Der Kreis umfasste nur eine einzige Gemeinde:
| Wappen           | Name der Gemeinde | Einwohner (Dez. 2009) | Fläche in km² | BFS-Nr |
| ---------------- | ----------------- | --------------------- | ------------- | ------ |
| Klosters-Serneus | Klosters          | 4473                  | 193,10        | 3871   |

## Veränderungen im Gemeindebestand

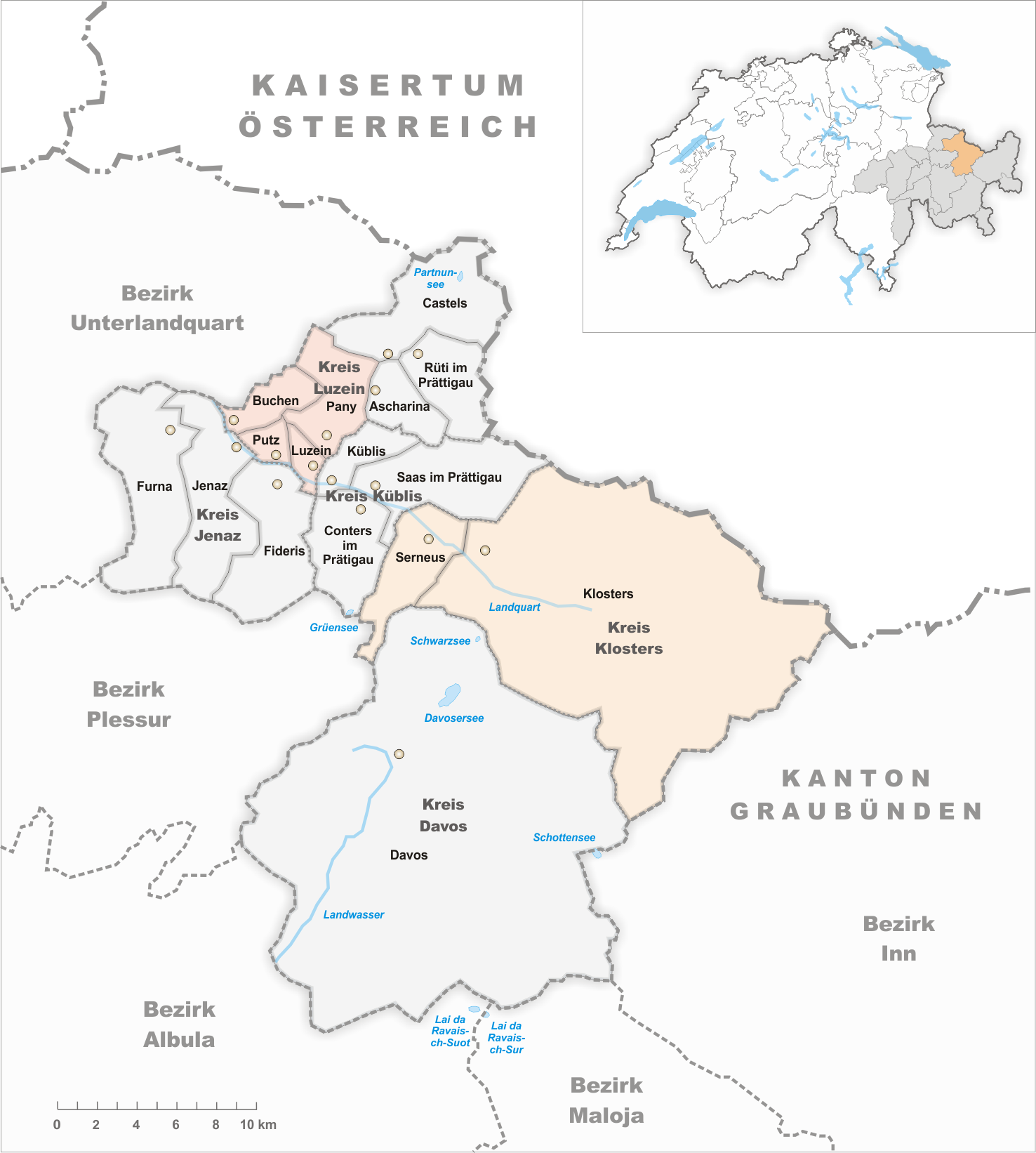
Gemeinden bis 1871
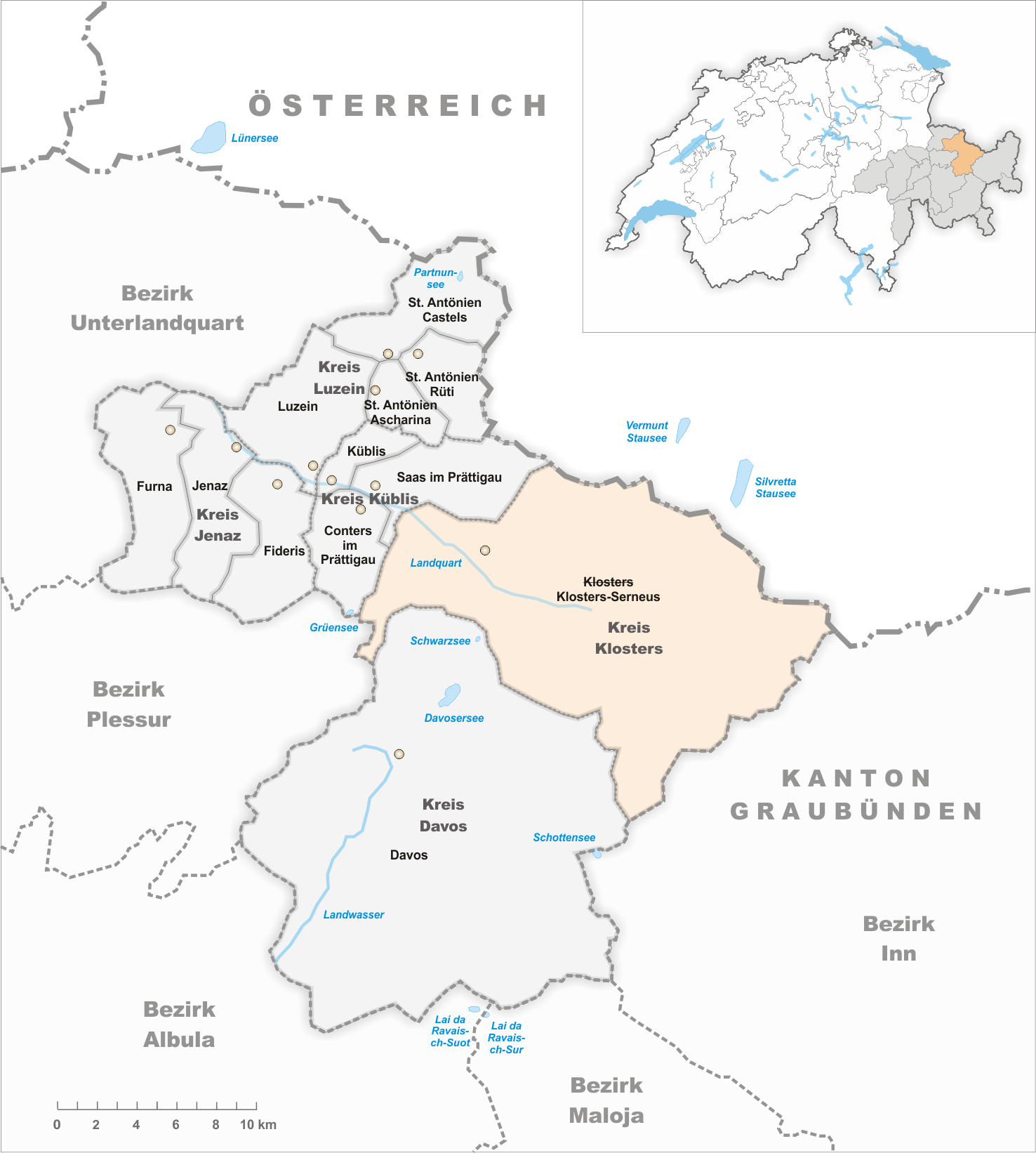
Gemeinden bis 1972

- 1872: Fusion Klosters und Serneus → Klosters
- 1973: Namensänderung von Klosters → Klosters-Serneus